# Divisiones Regionales de la Región de Murcia 1996-97
Las divisiones regionales de fútbol son las categorías de competición futbolística de más bajo nivel en España, en las que participan deportistas amateur, no profesionales. En la Región de Murcia su administración corre a cargo de las Real Federación de Fútbol de la Región de Murcia. Inmediatamente por encima de estas categorías estaba la Tercera División española.
En la temporada 1996-1997 la Territorial Preferente es la categoría más baja del fútbol regional. Los tres primeros clasificados ascendieron directamente al grupo XIII de Tercera División, aunque hubo un ascenso más por compensación de plazas.

## Territorial Preferente

### Clasificación
|  |     | Equipos de fútbol     | PJ | G  | E  | P  | GF | GC | Dif | Pts |
|  | --- | --------------------- | -- | -- | -- | -- | -- | -- | --- | --- |
|  | 1.  | Sangonera Atlético CF | 41 | 32 | 5  | 4  | 96 | 30 | +66 | 101 |
|  | 2.  | UD Horadada           | 41 | 31 | 5  | 5  | 95 | 32 | +63 | 98  |
|  | 3.  | Cartagena Atlético    | 41 | 28 | 7  | 6  | 77 | 29 | +48 | 91  |
|  | 4.  | CD Cieza              | 41 | 25 | 13 | 3  | 92 | 25 | +67 | 88  |
|  | 5.  | Atlético Alhameño     | 41 | 22 | 9  | 10 | 80 | 41 | +39 | 75  |
|  | 6.  | Muleño CF             | 41 | 18 | 12 | 11 | 53 | 39 | +14 | 66  |
|  | 7.  | AD Ceutí Atlético     | 41 | 18 | 11 | 12 | 63 | 50 | +13 | 65  |
|  | 8.  | CD Lumbreras          | 41 | 18 | 9  | 14 | 53 | 48 | +5  | 63  |
|  | 9.  | Playas de Mazarrón CF | 41 | 14 | 18 | 9  | 59 | 51 | +8  | 60  |
|  | 10. | CD La Manga           | 41 | 16 | 6  | 19 | 59 | 58 | +1  | 54  |
|  | 11. | EF Zeneta             | 41 | 13 | 11 | 17 | 50 | 59 | -9  | 50  |
|  | 12. | Balsapintada CF       | 41 | 13 | 8  | 20 | 52 | 64 | -12 | 47  |
|  | 13. | CD Molinense          | 41 | 12 | 8  | 21 | 49 | 66 | -17 | 44  |
|  | 14. | AD Archena Atlético   | 41 | 11 | 10 | 20 | 49 | 66 | -17 | 43  |
|  | 15. | Deportiva Minera      | 41 | 11 | 10 | 20 | 55 | 76 | -21 | 43  |
|  | 16. | La Hoya CF            | 41 | 11 | 9  | 21 | 49 | 84 | -35 | 42  |
|  | 17. | UD Cañada de Gallego  | 41 | 10 | 9  | 22 | 50 | 78 | -28 | 39  |
|  | 18. | UD Paretón            | 41 | 11 | 6  | 24 | 41 | 89 | -48 | 39  |
|  | 19. | EF El Raal            | 41 | 10 | 8  | 23 | 44 | 76 | -32 | 38  |
|  | 20. | AD Los Alcázares      | 41 | 9  | 6  | 26 | 47 | 90 | -43 | 33  |
|  | 21. | Yecla Promesas        | 41 | 6  | 9  | 26 | 33 | 73 | -40 | 27  |
|  | 22. | Algezares CF          | 0  | 0  | 0  | 0  | 0  | 0  | 0   | 0   |

Pts = Puntos; PJ = Partidos Jugados; G = Partidos Ganados; E = Partidos Empatados; P = Partidos Perdidos; GF = Goles Anotados; GC = Goles Recibidos; Dif = Diferencia de gol